# Sarcina (batterio)
Sarcina è un genere di batterio appartenente alla famiglia delle Clostridiaceae.